# Miskolc Holding Zrt.
A Miskolc Holding Zrt. cégcsoport Miskolc és térsége meghatározó gazdasági ereje és foglalkoztatója, mintegy 17,5 milliárd forint jegyzett tőkével. A 2006-ban alapított Miskolc Holding Önkormányzati Vagyonkezelő Zrt. Miskolc város egyik legerősebb vállalatcsoportja. Tagvállalatai biztosítják a város mindennapi életéhez szükséges szolgáltatásokat (távhőszolgáltatás, víz- és csatornaszolgáltatás, hulladékkezelés, közösségi közlekedés, parkolási rendszer). Foglalkozik ezen felül a városfejlesztéssel, a városkép megújításával, a városgondozással és a belvárosi rehabilitáció koordinálásával is.

## Céljai
A társaság alapításának célja alapvetően az volt, hogy
- átláthatóbbá és hatékonyabbá váljon az önkormányzati gazdasági társaságok működése,
- biztosítható legyen az egységes stratégiai irányítás és ellenőrzés,
- megvalósulhasson az e célra rendelt önkormányzati vagyon vállalkozószemléletű kezelése, hogy javuljon az önkormányzati gazdasági társaságok szolgáltatási színvonala,
- az önkormányzati gazdasági társaságok együttműködésének erősítése, a hatékonyabb tulajdonosi joggyakorlás kereteinek megteremtése.

## Jelenlegi tagvállalatai
- MIHŐ Miskolci Hőszolgáltató Kft.
- MIPRODUKT Kft.
- MIVÍZ Miskolci Vízmű Kft.
- MVK Miskolc Városi Közlekedési Zrt.
- MIKOM Miskolci Kommunikációs Nonprofit Kft.
- Miskolci Fürdők Kft.
- Miskolci Városgazda Nonprofit Kft.
- MiRend-Sec Miskolc Rendjéért Vagyonvédelmi Kft.
- MILAK-ÉP Kft.

## Korábbi tagvállalatai
- NHSZ Miskolc Kft.
- Energie AG Miskolc Kft. www.energieag-miskolc.hu[halott link]
- Miskolci Agrokultúra Kft. – Beleolvadt a Miskolc Városgazda Nonprofit Kft.-be
- Szocio-Produkt Kft. www.szocioprodukt.hu Archiválva 2013. február 18-i dátummal a Wayback Machine-ben – 2013-tól MiProdukt Kft. néven működik